# 普利薩湖 (涅韋爾區)
56°00′19″N 29°51′18″E / 56.00528°N 29.85500°E
普利薩湖（俄语：Плисса），是俄羅斯的湖泊，位於該國西北部，由普斯科夫州負責管轄，處於涅韋爾區，面積2.1平方公里，集水區面積68平方公里，平均水深6米，最大水深10米。